# Vitigudino
Vitigudino è un comune spagnolo di 3 034 abitanti situato nella comunità autonoma di Castiglia e León.